# Submissió masculina

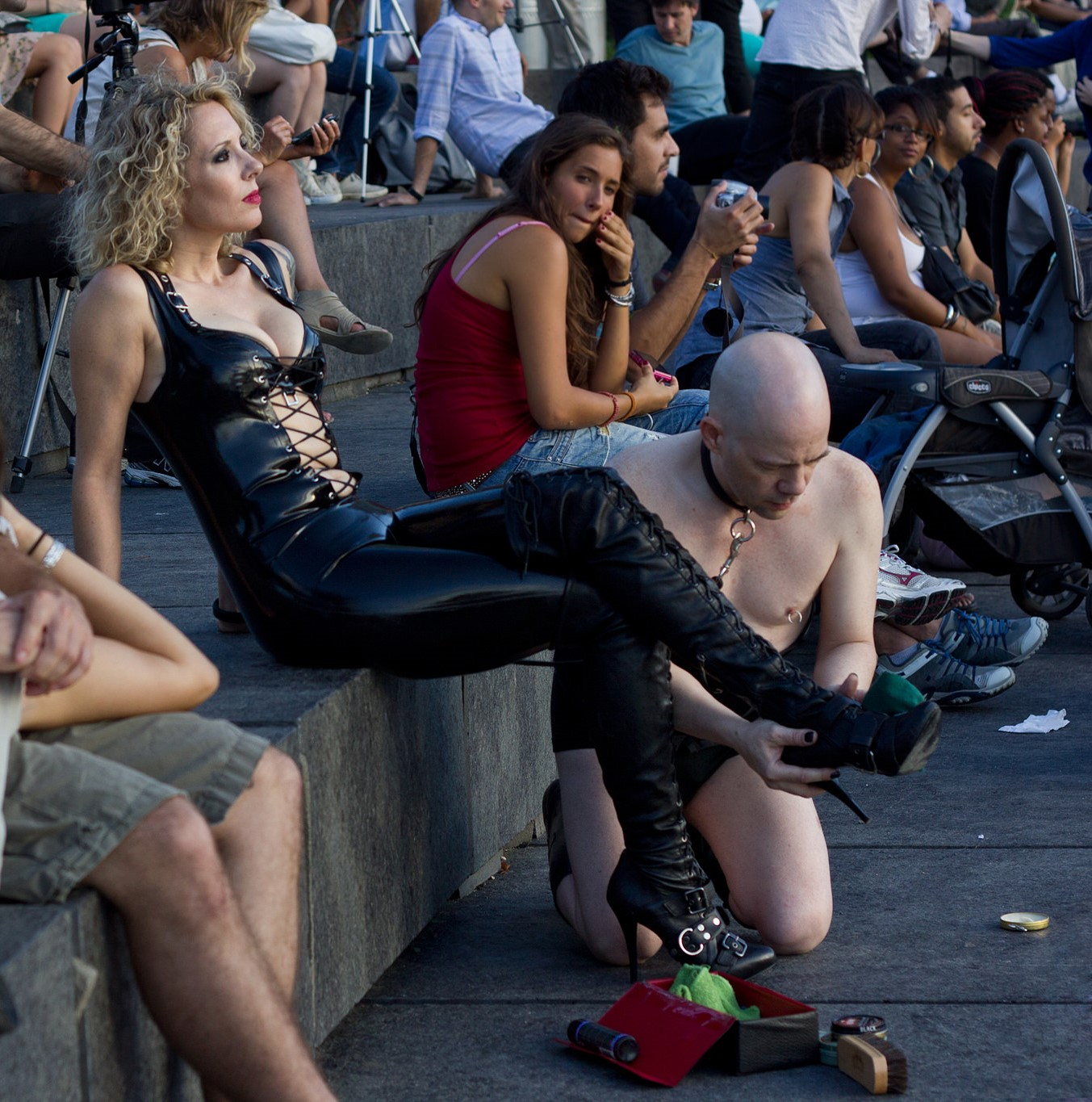
Un home submís neteja la bota d'una dominatriu en un parc públic del Regne Unit.

La submissió masculina o malesub és la conducta submisa de l'home en el BDSM o una altra pràctica sexual envers una dominatriu. L'activitat sexual entre tots dos rep el nom de dominació femenina. Es contraposa a la submissió femenina. Aquesta terminologia parteix d'una premissa forçadament heteronormativa.
La submissió masculina en el BDSM es pot realitzar de diferents maneres i engloba diverses activitats. Algunes de les pràctiques en què la submissió acostuma a ser predominantment o exclusivament masculina són el pegging, la humiliació eròtica, el trampling, l'urolàgnia, la tortura genital masculina, el CFNM, el fetitxisme del peu, la feminització forçada, la negació de l'orgasme, la dominació financera, la infidelitat i el facesitting.
Un estudi del 2015 sobre el kink, fet per la psicòloga i dominatriu brasilera Kalyss Mercury en el Màster en Neurociència Cognitiva de la Universitat d'Oslo, va concloure que el 46,6 % dels hòmens que practiquen BDSM s'estimen més de prendre-hi el rol submís, mentre que solament el 29,5 % el dominant i el 24 % restant es consideren switches, o sigui, versàtils en la dicotomia dominant-submís.
Durant el segle xviii, alguns bordells europeus van començar a especialitzar-se en lligaments i flagel·lació, entre altres pràctiques que impliquen la dominació femenina i la submissió masculina.